# Красносельский тупик
Красносе́льский тупи́к — улица в центре Москвы в Красносельском районе от Верхней Красносельской улицы.

## Происхождение названия
Назван в 1955 году по примыканию к Верхней Красносельской улице, которая, в свою очередь, получила название в XVIII веке по старинному дворцовому Красному Селу. На карте издания Суворина 1901 года именуется Шиганским переулком .

## Описание
Красносельский тупик начинается между домами 24 и 30 по Верхней Красносельской улице, проходит на юго-запад параллельно Краснопрудной улице, перпендикулярно Верхней Красносельской улице и заканчивается через 100 метров, упираясь в ворота складского комплекса из двух зданий с адресами по Красносельскому тупику.

## Здания и сооружения
по нечётной стороне:
- дом 5 — жилой, на 1-м этаже фирма «Мастер Берг», а также 2 мини-гостиницы (хостелы) «Пилигрим» и «Столичный экспресс»;

по чётной стороне:
- склады 4 с4, 4 с4А. Эти строения выведены из эксплуатации и одобрены для сноса Комиссией при Правительстве Москвы по рассмотрению вопросов осуществления градостроительной деятельности в границах достопримечательных мест и зон охраны объектов культурного наследия, как не представляющие историко-культурную ценность (протокол 10 от 10.07.2013 г.).[2], а занимаемый ими участок выставлен на продажу. Получены все согласования и разрешения. Инвестпроект на строительство.